# Hanby
Hanby – przysiółek w Anglii, w hrabstwie Lincolnshire, w dystrykcie South Kesteven. Leży 40 km na południe od Lincoln i 154 km na północ od Londynu. W latach 1870–1872 osada liczyła 67 mieszkańców.